# Cleruchus pieloui
Cleruchus pieloui  (лат.) — вид паразитических наездников из семейства Mymaridae. Северная Америка: Канада (Нью-Брансуик), США (Флорида).

## Описание
Микроскопического размера перепончатокрылые насекомые, длина тела около 0,5 мм. Лапки 4-члениковые. Мандибулы 2-зубчатые. Петиоль короткий, много короче своей ширины. Собраны на грибах-трутовиках Polyporus betulinus (Полипоровые), паразиты жуков-долгоносиков вида Artipus floridanus (Curculionidae).
Вид был впервые описан в 1971 году под первоначальным названием Paracleruchus pieloui Yoshimoto, 1971 по материалам из Нью-Брансуика, Канада
.